# Corinne Coulet
Pour les articles homonymes, voir Coulet.
Corinne Coulet est une helléniste française, née le 29 novembre 1956 à Constantine et morte à Paris 14e le 7 décembre 2010.

## Études
Après des études secondaires au lycée Camille-Sée à Paris, elle effectue hypokhâgne et khâgne au lycée Henri-IV à Paris. Elle intègre l'École normale supérieure de Fontenay-aux-Roses (jeunes filles) en 1979[réf. nécessaire]. Elle est reçue au concours de l'agrégation de lettres classiques en 1981.

## Carrière
- Professeur au lycée d'Évry (Essonne)
- Maître de conférences à l'université Paris XII (Créteil)
- Collaboratrice au dictionnaire Le Robert[2]

## Ouvrages

### Thèse de doctorat en grec ancien
Thèse de doctorat de l'université Paris Sorbonne-Paris IV soutenue en 1985 sur Les Vertus dans l'enquête d'Hérodote sous la direction, d'abord de Raymond Weil, puis de Jean Sirinelli. Contre les clichés qui font d'Hérodote un auteur « archaïque », elle y démontre au terme d'une analyse rigoureuse qu'il participe, bien au contraire, du point de vue des idées morales, de la réflexion sophistique et des « idées neuves » du Ve siècle av. J.-C.

### Livres
- Communiquer en Grèce ancienne, écrits, discours, information, voyages, Les Belles Lettres, 1996,  (ISBN 2-251-33815-2)[4], traduit dans de nombreuses langues
- Le Théâtre grec, Nathan, 1996,  (ISBN 2-09-190992-0)
- Dictionnaire historique de la langue française, sous la direction d'Alain Rey, Dictionnaires Le Robert, Paris, 1992,  (ISBN 2-85036-532-7). Révision des étymologies grecques et latines.

### Articles
- Réflexions sur la famille de δίκη dans l'"Enquête" d'Hérodote, Revue des études grecques, 1992, 105, p. 371-384.
- Boire et manger dans l'"Enquête" d'Hérodote, Bulletin de l’Association Guillaume Budé, 1994, p. 56-70.
- Noblesse et mérite dans Hérodote, Ktèma, Civilisations de l'Orient, de la Grèce et de Rome antiques, no 20, 1995, p. 105-113.
- L'Aphanès, L'invisible dans la Grèce du Ve siècle : chez les trois tragiques (Eschyle, Sophocle, Euripide) et deux historiens (Hérodote et Thucydide), Revue Dédale, 1 & 2, 1995
- L'érémia, Revue Dédale, 7 & 8, 1998.